# 王接 (晋朝)
王接（267年—305年），字祖游。河东郡猗氏人，中国晋朝政治人物，是西漢京兆尹王尊的十世孫。
晋惠帝时举秀才，为中郎、征虏将军司马。八王之乱时，在成都王司马颖、东海王司马越属下做事，才学通博，研究礼传，注释《春秋公羊传》。

## 延伸阅读
[在维基数据编辑]
 《晉書·卷051》，出自房玄齡《晉書》